# Vlag van El Limón

Vlag van El Limón (ratio 4:7)

De vlag van de Mexicaanse gemeente El Limón bestaat uit twee even hoge horizontale banen in de kleuren geel (boven) en groen waarbij op de onderste baan negen blauwe sterren staan, en centraal op de vlag toont het gemeentewapen van El Limón. De hoogte-breedteverhouding van de vlag is, net als die van de Mexicaanse vlag, 4:7.
De vlag werd voor het eerst gehesen op 9 september 2013, en werd ontworpen door Rolando Trujillo Guzmán, de winnaar van een wedstrijd om de gemeentelijke vlag te kiezen.
De negen sterren staan voor de negen kernen waaruit de gemeente bestaat: El Limón, La Ciénega, San Miguel Hidalgo, San Juan de Amula, El Palmar de San Antonio, San Buenaventura, San Roque, El Rodeo en El Recodo; en waar de gemeentezetel El Limón wordt vertegenwoordigd door de middelste. De kleur blauw in de sterren staat voor het water dat door de vallei stroomt waar de gemeente zich bevindt. De kleur groen staat voor de natuur en de karakteristieke kleur van citroen. De kleur geel staat voor de toeristische plaatsen in de gemeente, zoals de kapel, de tempel, de tweehonderdjarige klok, enzovoort.